# Nitra nad Ipľom
Nitra nad Ipľom (in ungherese Ipolynyitra) è un comune della Slovacchia facente parte del distretto di Lučenec, nella regione di Banská Bystrica.